# 小行星22174
小行星22174（22174 Allisonmae）是一颗绕太阳运转的小行星，为主小行星带小行星。该小行星于2000年12月4日发现。

## 轨道参数
小行星22174的轨道半长轴为2.6084725 UA，离心率为0.079。